# Lissoclinum wandeli
Lissoclinum wandeli is een zakpijpensoort uit de familie van de Didemnidae. De wetenschappelijke naam van de soort is voor het eerst geldig gepubliceerd in 1924 door Hartmeyer.